# رييس جيمس
رييس جيمس (بالإنجليزية: Reece James)‏ (مواليد 8 ديسمبر 1999) هو لاعب كرة قدم إنجليزي يلعب لصالح نادي تشيلسي في الدوري الإنجليزي الممتاز و‌المنتخب الإنجليزي ك‍ظهير أيمن.

## الإنجازات
تشيلسي
- دوري أبطال أوروبا : 2020–21[5]
- كأس السوبر الأوروبي : 2021[6]

## روابط خارجية
- رييس جيمس على موقع الاتحاد الدولي (مؤرشف)  (الإنجليزية)
- رييس جيمس على موقع الاتحاد الأوربي (الإنجليزية)
- رييس جيمس على موقع إي إس بي إن إف سي (الإنجليزية)
- رييس جيمس على موقع قاعدة بيانات كرة القدم.إي يو (الإنجليزية)
- رييس جيمس على موقع ليكيب (الفرنسية)
- رييس جيمس على موقع ناشيونال فوتبول تيمز (الإنجليزية)
- رييس جيمس على موقع Soccerbase.com (لاعب) (الإنجليزية)
- رييس جيمس على موقع Soccerway.com (الإنجليزية)
- رييس جيمس على موقع عالم كرة القدم.نت (الإنجليزية)